# Nemanja Matić
Nemanja Matić (nascut a Šabac, Iugoslàvia, l'1 d'agost del 1988) és un futbolista professional serbi que actualment juga a les files de l'Olympique de Lió.

## Trajectòria futbolística

### Inicis
El primer equip semi-professional amb què va jugr Matić va ser el Kolubara Lazarevac serbi, de la tercera divisió del futbol serbi. El seu paper fou prou destacat com per a fitxar per l'equip eslovac de l'MFK Košice. Amb l'equip eslovac hi jugà durant dues campanyes senceres, marcant 4 gols amb 67 aparicions.

### Chelsea
El 18 d'agost del 2009 el Chelsea FC feia oficial el seu fitxatge. El cost de l'operació fou d'un £1.5 M. Tot i això el seu debut amb el Chelsea s'hagué de fer esperar, ja que el jugador començà la temporada lesionat a causa d'un trencament del metatarsià que es va fer en el partit inaugural del Campionat d'Europa sub-21 2009 de la seua selecció davant d'Itàlia. El 21 de novembre del 2009 va debutar oficialment a la FA Premier League 2009-10 davant del Wolverhampton Wanderers FC, entrà al camp substituint a Florent Malouda al minut 69.

### SBV Vitesse
La temporada 2010-2011 va ser cedit a l'equip neerlandès de l'SBV Vitesse per a poder disposar de més minuts. En l'aventura holandesa l'acompanyà el també jugador serbi del Chelsea, Slobodan Rajković. Debutà a l'Eredivisie el 29 d'agost del 2010 davant el Feyenoord, va jugar els 90 minuts en la derrota 4-0 del seu equip.

### SL Benfica
Durant el mercat d'hivern de la temporada 2010/11 va ser inclòs en el traspàs de David Luiz al Chelsea FC. Va ser presentat el 24 de juny de 2011 juntament amb tres incorporacions més de l'equip lisboeta.

### Chelsea (2a etapa)
El gener del 2014 es va fer oficial el seu retorn al Chelsea FC per 21 milions de £. El jugador serbi es va convertir, ràpidament, en un dels puntals de l'equip, va jugar la majoria dels partits de la Premier com a titular.

### Selecció sèrbia
El seu debut oficial amb l'equip serbi fou el 14 de desembre del 2008 contra Polònia.

## Palmarès
- 1 Taça de Portugal: 2011-2012 (SL Benfica)
- 2 Premier League anglesa : 2009-10 i 2016-17 (Chelsea FC)
- 1 FA Cup: 2009-2010[9] (Chelsea FC)
- 1 Copa d'Eslovàquia: 2008[10] (MFK Košice)